# Ctenomys leucodon
Ctenomys leucodon là một loài động vật có vú trong họ Ctenomyidae, bộ Gặm nhấm. Loài này được Waterhouse mô tả năm 1848.